# Danaus (mariposa)

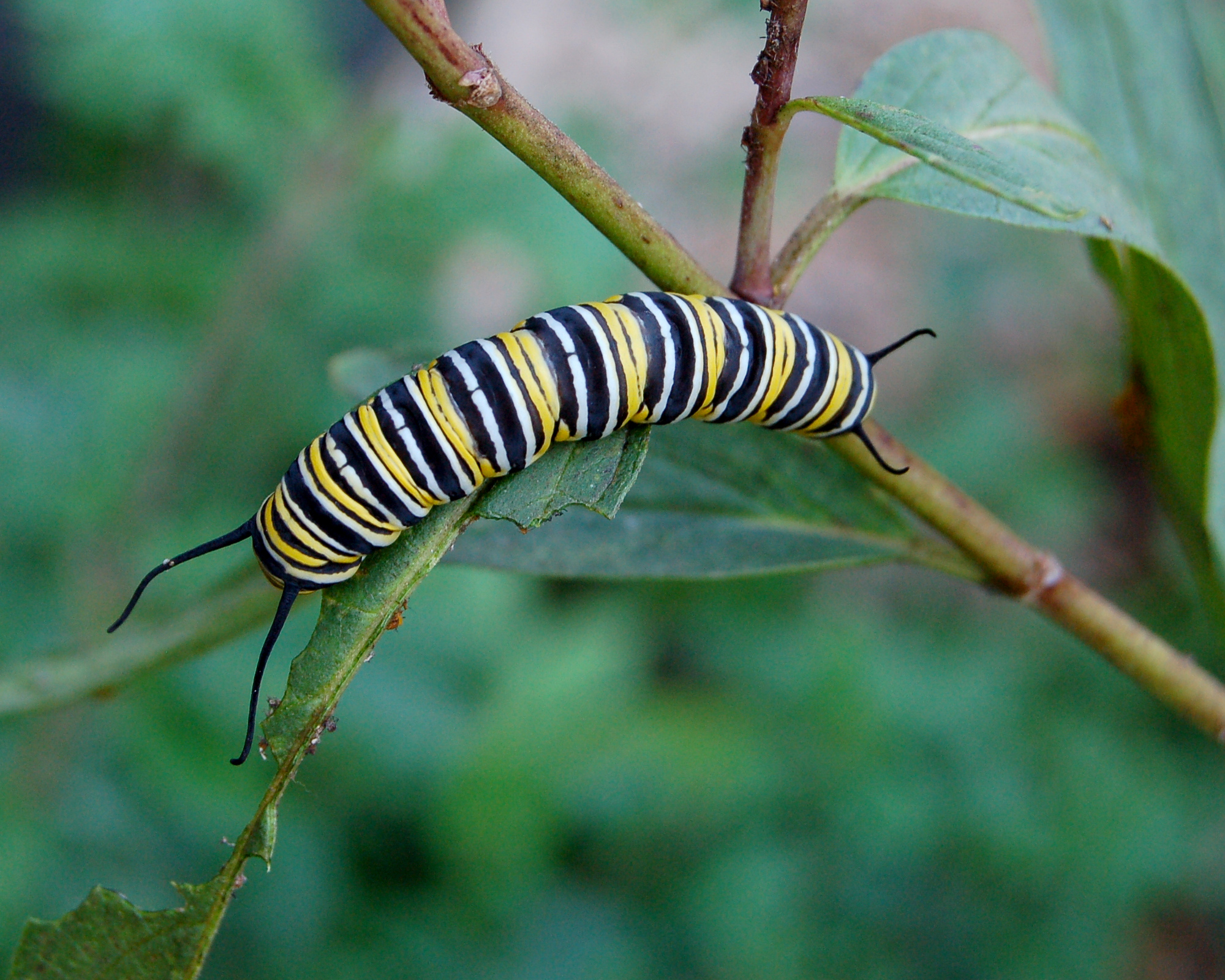
Oruga de mariposa monarca en Calotropis sp., Hyderabad, India.

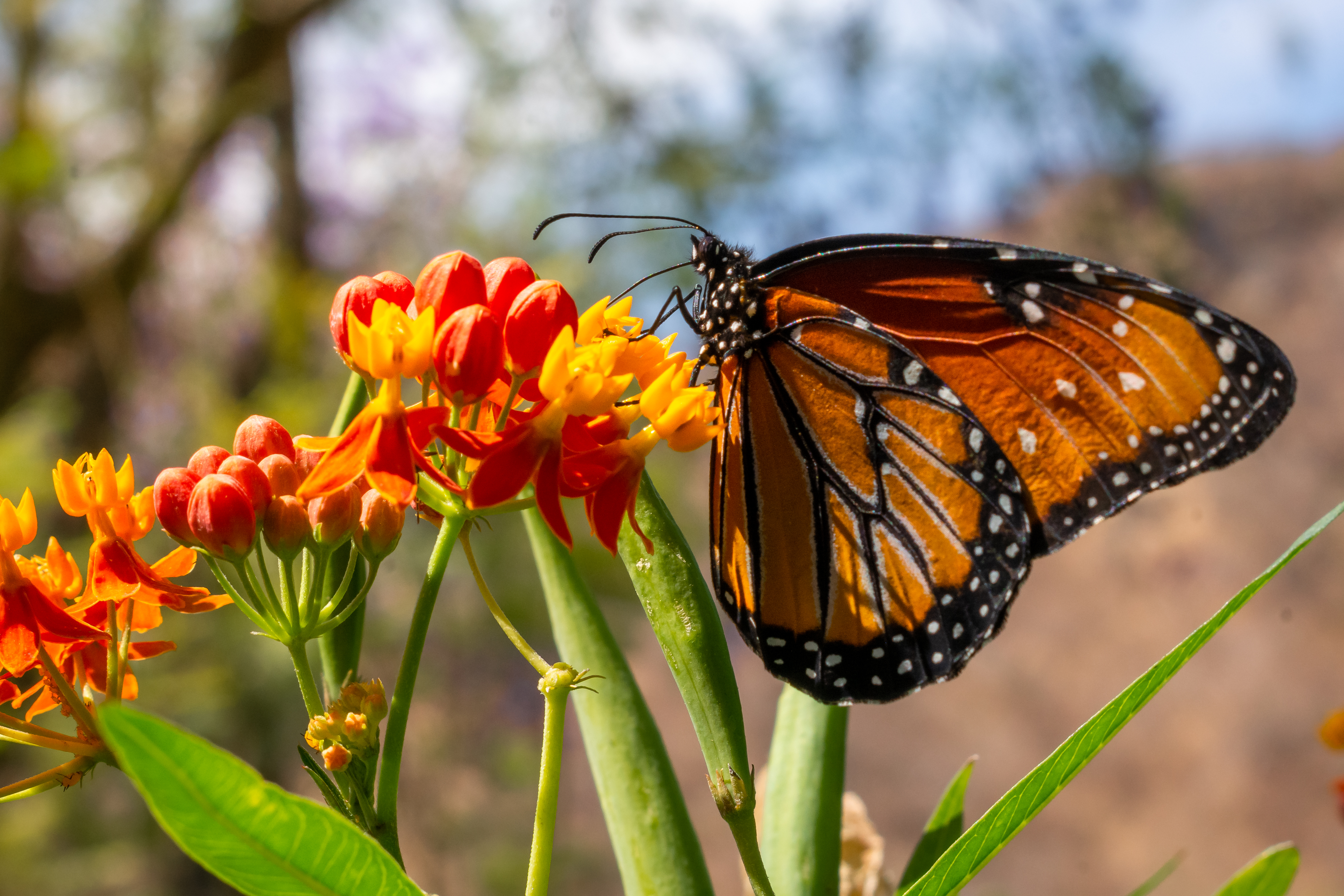
Mariposa Soldado alimentándose a inicios de primavera en Jungapeo, México.

Danaus es un género de lepidópteros ditrisios de la familia Nymphalidae (superfamilia Papilionoidea) conocidos vulgarmente como mariposas monarca, reina o tigre. Se las halla mundialmente, incluyendo Norteamérica, Sudamérica, África, Asia, Indonesia, Australia. Por otras mariposas tigre ver el género Parantica.

## Taxonomía
Se sigue la revisión de Smith et al. (2005), aceptándose 12 especies provisionalmente sobre la base de morfología, a las subunidades proteicas I ADNmt 12S rRNA y a citocromo c oxidasa, y a las subunidades α de datos de secuencia de ADN, ADN nuclear 18S rRNA y al EF1:
- Danaus affinis Fabricius, 1775 -- tigre malayo.
- Danaus chrysippus Linnaeus, 1758 -- tigre común, o reina africana.
- Danaus cleophile Godart, 1819 -- monarca de Jamaica.
- Danaus dorippus Klug, 1845 -- tigre Dorippus, antes incluida en D. chrysippus.
- Danaus eresimus Cramer, 1777 -- mariposa soldado, reina del trópico, incluye a D. plexaure.
- Danaus erippus Cramer, 1775 -- monarca del sur.
- Danaus genutia Cramer, 1779 -- tigre común, monarca india, tigre naranja.
- Danaus gilippus Cramer, 1775 -- reina
- Danaus ismare Cramer, 1780 -- tigre de Ismare.
- Danaus melanippus Cramer, 1777 -- tigre blanco, tigre común, o tigre común del este.
- Danaus petilia Stoll, 1790.
- Danaus plexippus Linnaeus, 1758 -- monarca

Este género fue antes dividido en los subgéneros Danaus, Salatura y Anosia, pero ese arreglo fue abolido. Mientras el primero (las 2 o 3 mariposas monarcas) y Salatura (las especies ismare, genutia, affinis y melanippus) parecen ser clados, las relaciones de ellas con las otras especie, especialmente D. dorippus, no es clara.
La hibridación se da entre algunas especies y produce descendencia fértil confundiendo los datos de ADNmt; esto es especialmente verdadero en el caso de D. dorippus (Smith et al. 2005). Además, la infección por Spiroplasma, mortal para los machos, ha sido vista en D. chrysippus y probablemente ocurra también en otras especies (Jiggins et al. 2000); las consecuencias para la especiación y evolución sean probablemente similares a las observadas en infecciones con razas matadoras de machos de la mejor investigada bacteria Wolbachia.

## Filogenia
|  | Danaus plexippus |
|  |                  |
|  | Danaus erippus   |
|  |                  |

|  | Danaus genutia                                                       |
|  |                                                                      |
|  | \| \| Danaus melanippus \| \| \| \| \| \| Danaus affinis \| \| \| \| |
|  |                                                                      |
|  | Danaus melanippus                                                    |
|  |                                                                      |
|  | Danaus affinis                                                       |
|  |                                                                      |

|  | Danaus melanippus |
|  |                   |
|  | Danaus affinis    |
|  |                   |

|  | Danaus genutia                                                       |
|  |                                                                      |
|  | \| \| Danaus melanippus \| \| \| \| \| \| Danaus affinis \| \| \| \| |
|  |                                                                      |
|  | Danaus melanippus                                                    |
|  |                                                                      |
|  | Danaus affinis                                                       |
|  |                                                                      |

|  | Danaus melanippus |
|  |                   |
|  | Danaus affinis    |
|  |                   |

|  | Danaus eresimus |
|  |                 |
|  | Danaus gilippus |
|  |                 |

|  | Danaus dorippus dorippus-2 |
|  |                            |
|  | Danaus d. bataviana        |
|  |                            |

|  | Danaus chrysippus chrysippus |
|  |                              |
|  | Danaus chrysippus orientis   |
|  |                              |
|  | Danaus chrysippus alcippus   |
|  |                              |

|  | Danaus dorippus dorippus-2 |
|  |                            |
|  | Danaus d. bataviana        |
|  |                            |

|  | Danaus chrysippus chrysippus |
|  |                              |
|  | Danaus chrysippus orientis   |
|  |                              |
|  | Danaus chrysippus alcippus   |
|  |                              |

|  | Danaus dorippus dorippus-2 |
|  |                            |
|  | Danaus d. bataviana        |
|  |                            |

|  | Danaus chrysippus chrysippus |
|  |                              |
|  | Danaus chrysippus orientis   |
|  |                              |
|  | Danaus chrysippus alcippus   |
|  |                              |

|  | Danaus dorippus dorippus-2 |
|  |                            |
|  | Danaus d. bataviana        |
|  |                            |

|  | Danaus chrysippus chrysippus |
|  |                              |
|  | Danaus chrysippus orientis   |
|  |                              |
|  | Danaus chrysippus alcippus   |
|  |                              |

|  | Danaus plexippus |
|  |                  |
|  | Danaus erippus   |
|  |                  |

|  | Danaus genutia                                                       |
|  |                                                                      |
|  | \| \| Danaus melanippus \| \| \| \| \| \| Danaus affinis \| \| \| \| |
|  |                                                                      |
|  | Danaus melanippus                                                    |
|  |                                                                      |
|  | Danaus affinis                                                       |
|  |                                                                      |

|  | Danaus melanippus |
|  |                   |
|  | Danaus affinis    |
|  |                   |

|  | Danaus genutia                                                       |
|  |                                                                      |
|  | \| \| Danaus melanippus \| \| \| \| \| \| Danaus affinis \| \| \| \| |
|  |                                                                      |
|  | Danaus melanippus                                                    |
|  |                                                                      |
|  | Danaus affinis                                                       |
|  |                                                                      |

|  | Danaus melanippus |
|  |                   |
|  | Danaus affinis    |
|  |                   |

|  | Danaus eresimus |
|  |                 |
|  | Danaus gilippus |
|  |                 |

|  | Danaus dorippus dorippus-2 |
|  |                            |
|  | Danaus d. bataviana        |
|  |                            |

|  | Danaus chrysippus chrysippus |
|  |                              |
|  | Danaus chrysippus orientis   |
|  |                              |
|  | Danaus chrysippus alcippus   |
|  |                              |

|  | Danaus dorippus dorippus-2 |
|  |                            |
|  | Danaus d. bataviana        |
|  |                            |

|  | Danaus chrysippus chrysippus |
|  |                              |
|  | Danaus chrysippus orientis   |
|  |                              |
|  | Danaus chrysippus alcippus   |
|  |                              |

|  | Danaus dorippus dorippus-2 |
|  |                            |
|  | Danaus d. bataviana        |
|  |                            |

|  | Danaus chrysippus chrysippus |
|  |                              |
|  | Danaus chrysippus orientis   |
|  |                              |
|  | Danaus chrysippus alcippus   |
|  |                              |

|  | Danaus dorippus dorippus-2 |
|  |                            |
|  | Danaus d. bataviana        |
|  |                            |

|  | Danaus chrysippus chrysippus |
|  |                              |
|  | Danaus chrysippus orientis   |
|  |                              |
|  | Danaus chrysippus alcippus   |
|  |                              |

Filogenia del género (sin. Danaus cleophile).

## Sinonimia de las especies y subespecies deDanaus
- Fuente: The higher classification of Nymphalidae, at Nymphalidae.net
- Note: los nombres precedidos de un signo igual (=) son sinónimos, homónimos, nombres rechazados, o invalidados. La sinonimia, dada abajo en forma abreviada, es de Ackery & Vane-Wright, 1984.

Tribu Danaini Boisduval, 1833
- Danaus Kluk, 1802 (= Danaida Latreille, 1804; = Limnas Hübner, 1806; = Danais Latreille, 1807; = Danaus Latreille, 1809; = Anosia Hübner, 1816; = Festivus Crotch, 1872; = Salatura Moore, 1880; = Nasuma Moore, 1883; = Tasitia Moore, 1883; = Danaomorpha Kremky, 1925; = Panlymnas Bryk, 1937; = Diogas d'Almeida, 1938)
  - Danaus cleophile (Godart, 1819) (nombre original = Danais cleophile Godart, 1819)
  - Danaus plexippus (Linnaeus, 1758) (nombre original = Papilio plexippus Linnaeus, 1758; = misippiformis Meuschen, 1781; = archippus Fabricius, 1793; = menippe Hübner, 1816; = megalippe Hübner, 1826; = leucogyne Butler, 1884; = fumosus Hulstaert, 1886; = pulchra Strecker, 1900; = nigrippus Haensch, 1909; = americanus Gunder, 1927; = nivosus Gunder, 1927; = curassavicae Fabricius, 1938; = portoriciensis Clark, 1941; = tobagi Clark, 1941; = disjuncta Dufrane, 1948; = bipunctata Dufrane, 1948; = obliterata Dufrane, 1948)
  - Danaus erippus (Cramer, 1775) (nombre original = Papilio erippus Cramer, 1775 ( = larensis Köhler, 1929; = asclepiadis Fabricius, 1938)
  - Danaus ismare (Cramer, 1780) (original = Papilio ismare Cramer, 1780; = ismareola Butler, 1866; = fulvus Ribbe, 1890; = celebensis Rothschild, 1892; = felicia Fruhstorfer, 1907; = goramica Fruhstorfer, 1907; = alba Morishita, 1981)
  - Danaus genutia (Cramer, 1779) (original = Papilio genutia Cramer, 1779; = adnana Swinhoe, 1917; = albipars Talbot, 1943; = alexis Waterhouse & Lyell, 1914; = bandjira Martin, 1911; = bimana Martin, 1911; = connectens Moulton, 1921; = conspicua Butler, 1866; = grynion Fruhstorfer, 1907; = intensa Moore, 1883; = intermedia Moore, 1883; = kyllene Fruhstorfer, 1910; = laratensis Butler, 1883; = leucoglene Felder & Felder, 1865; = niasicus Fruhstorfer, 1899; = nipalensis Moore, 1877; = partita Fruhstorfer, 1897; = plexippus auctt. nec Linnaeus, 1758; = sumatrana Moore, 1883; = sumbana Talbot, 1943; = telmissus Fruhstorfer, 1910; = tuak Pryer & Cator, 1894; = tychius Fruhstorfer, 1910; = uniens Martin, 1911; = wetterensis Fruhstorfer, 1899; = yuchingkini Murayama & Shimonoya, 1960 (híbrido chrysippus x genutia, Kurosawa, 1973)
  - Danaus affinis (Fabricius, 1775) (original = Papilio affinis Fabricius, 1775; = abigar Eschscholtz, 1821; = adustus Godman & Salvin, 1882; = affinoides Fruhstorfer, 1899; = albistriga Talbot, 1943; = albonotata Howarth, 1962; = artenice Cramer, 1781; = aruana Moore, 1883; = astakos Fruhstorfer, 1906; = batjana Fruhstorfer, 1899; = bipuncta Talbot, 1943; = biseriata Butler, 1882; = bonguensis Fruhstorfer, 1899; = cecilia Bouganville, 1837; = chionippe Hübner, 1823; = cometho Godman & Salvin, 1888; = coriacea Fruhstorfer, 1906; = decentralis Fruhstorfer, 1899; = decipiens Butler, 1882; = decipientis Strand, 1914; = djampeana Van Eecke, 1915; = fergussonia Fruhstorfer, 1907; = ferruginea Butler, 1876; = fuliginosa Hagen, 1894; = fulgurata Butler, 1866; = fuscata Talbot, 1943; = galacterion Fruhstorfer, 1906; = gelanor Waterhouse & Lyell, 1914; = hegesippinus Röber, 1891; = insolata Butler, 1870; = jimiensis Miller & Miller, 1978; = jobiensis Grose-Smith, 1894; = kapaura Talbot, 1943; = kawiensis Fruhstorfer, 1899; = kiriwina Fruhstorfer, 1907; = leucippis Röber, 1891; = litoralis Doherty, 1891; = luxurians Fruhstorfer, 1907; = malayana Fruhstorfer, 1899; = molyssa Fruhstorfer, 1907; = mysolica Moore, 1883; = mytilene Felder & Felder, 1860; = nigrita Moore, 1883; = nore Swinhoe, 1917; = nubila Butler, 1866; = obscura Capronnier, 1886; = oesypera Talbot, 1943; = olga Swinhoe, 1917; = oros Fruhstorfer, 1907; = paradoxa Röber, 1939; = philene Stoll 1782; = piepersi Kalis, 1933; = pittakus Fruhstorfer, 1907; = pleistarchus Fruhstorfer, 1912; = pseudophilene Fruhstorfer, 1907; = pullata Butler, 1866; = rubrica Fruhstorfer, 1906; = sabrona Talbot, 1943; = sangira Fruhstorfer, 1899; = signata Talbot, 1943; = snelleni Kalis, 1933; = strephon Fruhstorfer, 1907; = subnigra Joicey & Talbot, 1922; = subnubila Fruhstorfer, 1907; = tambora Fruhstorfer, 1899; = taroena Van Eecke, 1915; = taruna Fruhstorfer, 1899; = transfuga Fruhstorfer, 1907; = tualana Talbot, 1943; = vandeldeni Kalis, 1933; = vorkeinus Röber, 1866; = wentholti Martin, 1914; = woodlarkiana Fruhstorfer, 1907)
  - Danaus melanippus (Cramer, 1777) (original = Papilio melanippus Cramer, 1777; = hegesippus Cramer, 1777; = lotis Cramer, 1779; = thoe Hübner, 1816; = edmondii Bougainville, 1837; = nesippus C. Felder, 1862; = eurydice Butler, 1884; = celebensis Staudinger, 1889; = erebus, Röber, 1891 ; = haruhasa Doherty, 1891; = pietersii Doherty, 1891; = taimanu Doherty, 1891; = fruhstorferi Röber, 1897; = keteus Hagen, 1898; = indicus Fruhstorfer, 1899; = malossona Fruhstorfer, 1899; = lotina Fruhstorfer, 1904; = umbrosus Fruhstorfer, 1906; = philozigetes Fruhstorfer, 1907; = mezentius Fruhstorfer, 1910; = meridionigra Martin, 1913; = edwardi Van Eecke, 1914; = insularis Moulton, 1921; = albescens Röber, 1927; = kotoshonis Matsumara, 1929; = camorta Evans, 1932)
  - Danaus eresimus (Cramer, 1777) (original = Papilio eresimus Cramer, 1777; = ares d'Almeida, 1944; = asclepidea Fabricius, 1938; = dilucida Forbes, 1939; = erginus Godman & Salvin, 1897; = estevana Talbot, 1943; = icensis Fuchs, 1954; = montezuma Talbot, 1943; = tethys Forbes, 1943)
  - Danaus plexaure (Godart, 1819) (original = Danais plexaure Godart, 1819; = brasiliensis Capronnier, 1874)
  - Danaus gilippus (Cramer, 1775) (original = Papilio gilippus Cramer, 1775; = berenice Cramer, 1779; = vincedoxici Hübner, 1816; = vincetoxici Hübner, 1816; = cleothera Godart, 1819; = manuja Eschscholtz, 1821; = xanthippus Felder & Felder, 1860; = thersippus Bates, 1863; = jamaicensis Bates, 1864; = strigosa Bates, 1864; = hermippus Felder & Felder, 1865; = nivosus Godman & Salvin, 1897; = esperanza Hoffman, 1924; = centralis Joicey & Talbot, 1925; = kempfferi Hall, 1925; = kerri Comstock, 1925; = vincetoxici Fabricius, 1938; = candidus Clark, 1941; = gilippina Hoffman, 1940; = wheeleri Talbot, 1943; = roedingeri Fuchs, 1954)
  - Danaus chrysippus (Linnaeus, 1758) (original = Papilio chrysippus Linnaeus, 1758; = albinus Lanz, 1896; = amplifascia Talbot, 1943; = anomala Dufrane, 1948; = asclepiadis Gagliardi, 1811; = auriflava Van Eecke, 1914; = axantha Hayward, 1922; = bataviana Moore, 1883; = bipunctata Dufrane, 1948; = bowringi Moore, 1883; = candidata Hayward, 1922; = chrysipellus Strand, 1910; = clarippus Weymer, 1884; = completa Dufrane, 1948; = cratippus Felder, 1860; = deficiens Dufrane, 1948; = duplicata Dufrane, 1948; = duponti Dufrane, 1948; = evanescens Storace, 1949; = fuscippus Van Eecke, 1915; = gelderi Snellen, 1891; = hanoiensis Dufrane, 1948; = hypermnestra Stoneham, 1958; = impunctata Dufrane, 1948; = infumata Aurivillius, 1898; = joannisi Dufrane, 1948; = kanariensis Fruhstorfer, 1898; = lemeemagdalenae Lemeé, 1950; = limbata Matsumura, 1929; = luxurians Dufrane, 1948; = margarita Röber, 1926; = orientis Aurivillius, 1909; = ornata Dufrane, 1948; = petilia Stoll, 1790; = praealbata Froreich, 1928; = pseudopetilea Kalis, 1933; = radiata Dufrane, 1948; = reducta Dufrane, 1948; = rubra Van Eecke, 1915; = semialbinus Strand, 1910; = subpurpurea Matsumura, 1929; = subreducta Dufrane, 1948; = vigelii Heylaerts, 1884; = witteellus Overlaet, 1955; = yuchingkini Murayama & Shimonoya, 1960 (hybrid D. chrysippus × D. genutia)
    - Danaus chrysippus chrysippus (Linnaeus, 1758)
    - Danaus chrysippus aegyptius (Schreber, 1759) (original = Papilio aegyptius Schreber, 1759; = Danaus chrysippus klugii Butler, 1886; = Papilio alcippus Cramer, 1777; = Danaus chrysippus liboria Hulstaert, 1931; = Danaus chrysippus alcippoides Moore, 1883; = Danaus chrysippus dorippus Klug, 1845; = Danaus chrysippus transiens Suffert, 1900)